# Paul Rosenberg (comerciante de arte)
Paul Rosenberg, (París, 29 de diciembre de 1881– Neuilly-sur-Seine, 29 de junio de 1959) fue un marchante de arte  francés, conocido por representar a Pablo Picasso, Braque , Henri Matisse,  Maria Blanchard .

## Comerciante de arte
Comenzó su carrera en Francia en el negocio de antigüedades de su padre. A partir de 1906, sus dos hijos comenzaron a trabajar en su empresa y asumieron la dirección cuando su padre se retiró. En 1911 cada uno de ellos abrió su propia galería de arte en París. 
A partir de entonces Paul Rosenberg comenzó a ganar influencia y reconocimiento. Para 1920, su galería era reconocida como la más activa e influyente del mundo.
En septiembre de 1940 escapó a Nueva York junto a su hija Micheline, donde abrió una galería. Junto a su hijo Alexandre pasarían el resto de sus vidas intentando demostrar el saqueo nazi.
En 1987, tras la muerte de Alexandre, su esposa, Elaine, asumió la dirección de la compañía.

## El ojo de Jean Cocteau
En su Journal3, Jean Cocteau, relata una escena con el marchante de arte (Paul Rosenberg):

El día de la muerte de Renoir, me encontré con Paul Rosenberg. Él me dijo: "Yo soy comerciante de arte, el que vivió de sus cuadros, y le doy una pequeña cantidad para su casa". Tras la muerte de Renoir, me lo dijo antes que los demás. Ella me telefoneó esta mañana. "
Un hombre llega a la calle La Boétie y supongo que ,de inmediato , "sabe" y se imagina que "no sé". En pocas palabras, quiere "comprar mi vida" y pretender que porque viven se tienen que vender .... "la venta de la muerte". Que seguirá? El hombre cree que me enrollo. Paul Rosenberg comenzó a darse cuenta de que, en mi cabeza, su historia es sórdida. Y añade:  "Alguien tuvo una buena risa allí. Fue Renoir padre. "
« ¿Crees que hay gente despreciable, son las personas que se aprovechan de todo e incluso de nuestras muertes??
Jean Cocteau Le Passé défini, Gallimard, 1954, Tomo III.

Cocteau dibuja un personaje bastante sórdido de Rosenberg. Nada tiene que envidiar de Shylock, del Mercader de Venecia de William Shakespeare .

## Anne Sinclair
Su nieta y heredera es Anne Sinclair, periodista y actual esposa de Dominique Strauss-Kahn.